# نفوذ اجتماعی

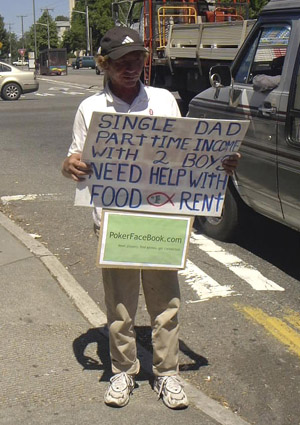
مردی که با درست داشتن نوشته‌ای تقاضای کمک برای برآورده کردن نیازهای تغذیه و اسکان خود را دارد.

نفوذ اجتماعی (به انگلیسی: Social influence)، زمانی رخ می‌دهد که عواطف یا باورها یا رفتارهای شخص متأثر از دیگران است. نفوذ اجتماعی صورتهای بسیاری به خود می‌گیرد و می‌تواند در امور ذیل دیده شود: انطباق، جامعه‌پذیری، فشار همسالان، اطاعت، رهبری، اقناع، فروش، بازاریابی. در سال ۱۹۵۸ روان‌شناس هاروارد هربرت کلمن سه روایت گسترده از نفوذ اجتماعی را شناسایی کرد.
1. سرسپاری، هنگامی است که افراد ظاهراً با دیگران موافقت می‌نمایند ولی باورهای مخالفشان را خصوصی نگه می‌دارند.
2. هم‌ذات‌پنداری هنگامی است که افراد تحت تأثیر افراد محبوب و محترم قرار می‌گیرند، مثل افراد نامدار و مشهور.
3. درونی‌سازی هنگامی که افراد، باور یا رفتاری را می‌پذیرند و در برون و درون با آن موافقت می‌کنند.

در ایران به دلیل گسترش شدید نفوذ اجتماعی از سوی نهادهای رسمی و غیررسمی، تشخیص مرز میان واقعیت و تبلیغات دشوار شده‌است. این وضعیت باعث سردرگمی شهروندان و تضعیف اعتماد عمومی می‌شود. همچنین، حکومت تلاش می‌کند افرادی را که به‌طور مستقل در پی اعمال نفوذ اجتماعی هستند، شناسایی و متوقف کند.